# Petit îlet
Petit îlet est un îlet inhabité des îlets de Carénage, situés dans le Grand Cul-de-sac marin, appartenant administrativement à Sainte-Rose en Guadeloupe. Il fait partie du Parc national de la Guadeloupe.

## Description

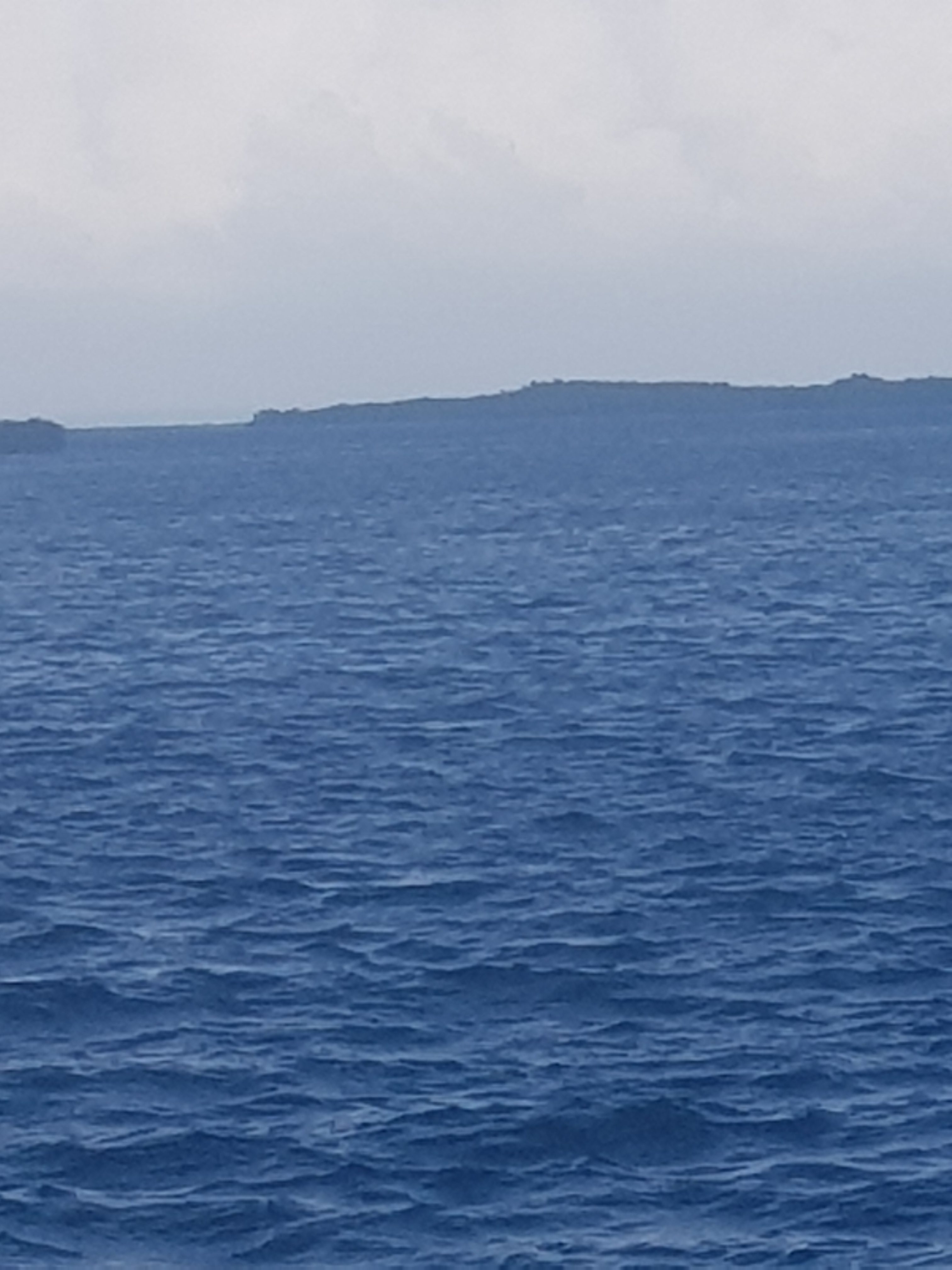
Petit îlet à Sainte-Rose (Guadeloupe)

Situé à l'est de l'îlet Blanc et à l'ouest de Grand îlet, à fleur d'eau, il s'étend sur environ 490 m de longueur pour une largeur approximative de 156 m. Il est constitué de bosquets de type mangrove.